# (1091) Spiraea
(1091) Spiraea és un asteroide que forma part del cinturó exterior d'asteroides i va ser descobert per Karl Wilhelm Reinmuth des de l'observatori de Heidelberg-Königstuhl, Alemanya, el 26 de febrer de 1928.
Inicialment es va designar com 1928 DT. Més tard va ser anomenat per l'espirea, un gènere de plantes de la família de les rosàcies.
Spiraea està situat a una distància mitjana de 3,419 ua del Sol, podent acostar-s'hi fins a 3,207 ua i allunyar-se'n fins a 3,631 ua. La seva excentricitat és 0,06205 i la inclinació orbital 1,156°. Triga a completar una òrbita al voltant del Sol 2309 dies.